# Andrena linsleyi
Andrena linsleyi là một loài Hymenoptera trong họ Andrenidae. Loài này được Timberlake mô tả khoa học năm 1937.